# Dungloe
Dungloe (An Clochán Liath in gaelico irlandese) è una cittadina situata nella zona Gaeltacht del Donegal, nella Repubblica d'Irlanda, e il centro principale nei Rosses.